# Longyearbyen
Longyearbyen – stolica Svalbardu, prowincji norweskiej, licząca ok. 2,5 tys. mieszkańców (2024, wliczając Ny-Ålesund). Ośrodek wydobycia węgla kamiennego, port lotniczy, centrum turystyki. Leży w południowej części wyspy Spitsbergen, nad zatoką Adventfjorden.
Zamieszkują ją: Rosjanie, Ukraińcy, Białorusini i Norwegowie. Drugie największe osiedle Svalbardu to Barentsburg, zamieszkiwane głównie przez Rosjan.

## Historia
Islandzkie kroniki podają informacje o odkryciu Svalbardu w 1194. Rosyjscy naukowcy utrzymują, że wyspa została zasiedlona przez rosyjskich osadników w XV wieku.
W 1596 do wyspy dotarł holenderski podróżnik Willem Barents. W miejscu obecnego osiedla w XVI-XVIII wieku istniała osada myśliwska, w której mieszkali łowcy przygód i myśliwi z całej Europy Północnej. Pod koniec XIX wieku odkryto tu bogate złoża surowców mineralnych, a w 1899 r. rozpoczęto wydobycie węgla kamiennego. W 1906 osadę Longyearbyen założył John Munroe Longyear, główny właściciel firmy Arctic Coal Company of Boston. Pierwszymi mieszkańcami osady było dwudziestu pięciu pracowników kopalni mieszkających w jednym baraku. Z czasem dołączyły do nich kobiety z dziećmi. W 1917 było już 141 mieszkańców. W 1916 r. norweska firma Store Norske Spitsbergen Kulkompani (Norweska Państwowa Spółka Węglowa) odkupiła kopalnię i osadę Longyeara. Norwegowie nazwali osadę Longyearbyen (miasto Longyeara). Osadnictwo ludzi niezwiązanych z wydobyciem węgla rozpoczęło się w ostatnim dwudziestoleciu XX wieku.
Na mocy podpisanego w 1920 roku Traktatu Spitsbergeńskiego cały archipelag oddano pod zarząd administracyjny Norwegii, która przejęła Svalbard w 1925 roku. Longyearbyen stało się nieformalną stolicą Svalbardu.
Znaczny rozwój osady nastąpił po II wojnie światowej, kiedy odbudowano ją po zniszczeniach wojennych. 
19 lipca 1985 statek pasażerski "Maksim Gorki" zderzył się z górą lodową. Była to największa katastrofa morska w Arktyce.
W 2002 utworzono Radę Gminy Longyearbyen, do tego czasu miejscowość była pod zarządem najpierw Store Norske Spitsbergen Kulkompani (Norweska Państwowa Spółka Węglowa), a od 1976 państwa norweskiego, podlegając jednocześnie tzw. sysselmesterowi, czyli gubernatorowi Svalbardu.
W latach 2011–2015 Radzie Gminy przewodziła Christin Kristoffersen, następnie przewodził Arild Olsen, a w 2023 przewodniczącym Rady został Leif Terje Aunevik.

## Niespotykane prawo
Ze względu na położenie miasta obowiązują w nim specyficzne prawa. Niektóre z nich to zakaz posiadania kotów i obowiązek noszenia ze sobą broni w celu ochrony przed niedźwiedziami polarnymi. Oprócz tego w mieście od 1950 obowiązuje zakaz pochówku zmarłych, ze względu na wieczną zmarzlinę, która zatrzymuje rozkład zwłok. W 1998 naukowcy badający przyczyny pandemii grypy hiszpanki z 1918, pobrali próbki z ciał sześciu pochowanych tutaj osób. Próbki zawierały fragmenty wirusa.

## Wyjątkowe pory roku
Longyearbyen charakteryzuje się dwiema wyjątkowymi porami roku. Podczas nocy polarnej (norw. polarnatt) zwana też polarną zimą (norw. polarvinter) nie wschodzi słońce. Przez dwa i pół miesiąca tej pory roku jest całkowicie ciemno i nie ma różnicy między dniem i nocą.  Polarnatt zaczyna i kończy się spektakularnym zmierzchem. Słońce znajduje się wtedy poniżej horyzontu, ale na niebie widoczne są niebieskie i czerwone smugi światła.
Natomiast lato polarne (norw. polarsommer) charakteryzuje się tym, że słońce miesiącami nie zachodzi.

## Wpływ zmian klimatycznych na Svalbard
Ze względu na liczne lawiny, które miały miejsce na tym terenie w ostatnich latach, osada przechodzi restrukturyzację. Przeprowadzane są tam prace mające na celu zabezpieczenie istniejących obszarów mieszkalnych i znalezienie bezpiecznych miejsc do budowy nowych. W roku 2019 zaczęto rozbiórkę ponad stu zagrożonych domów. Gdy pojawia się ryzyko lawiny, wielu ludzi musi się ewakuować.

## Fotogaleria

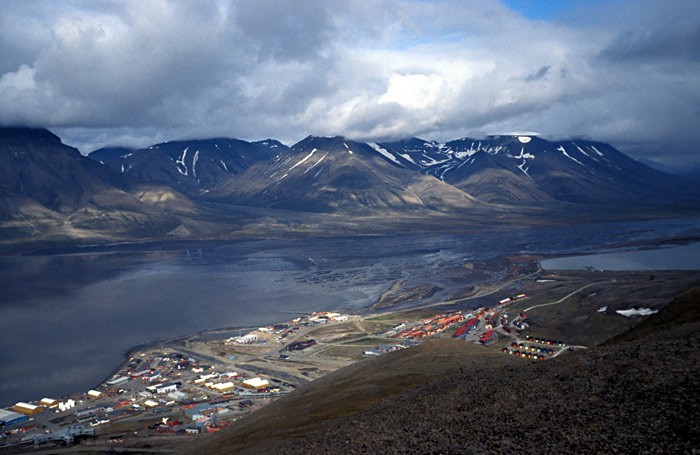
Longyearbyen z lotu ptaka
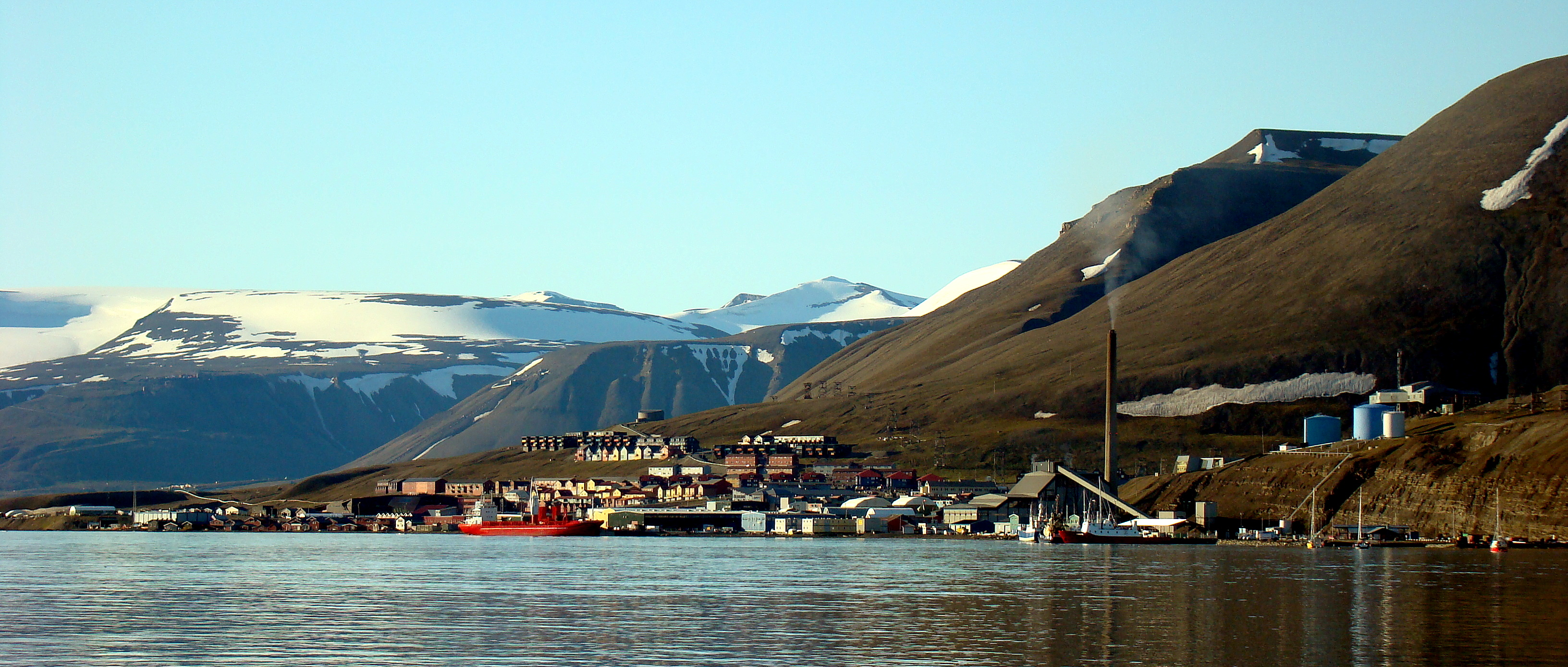
Longyearbyen (panorama)
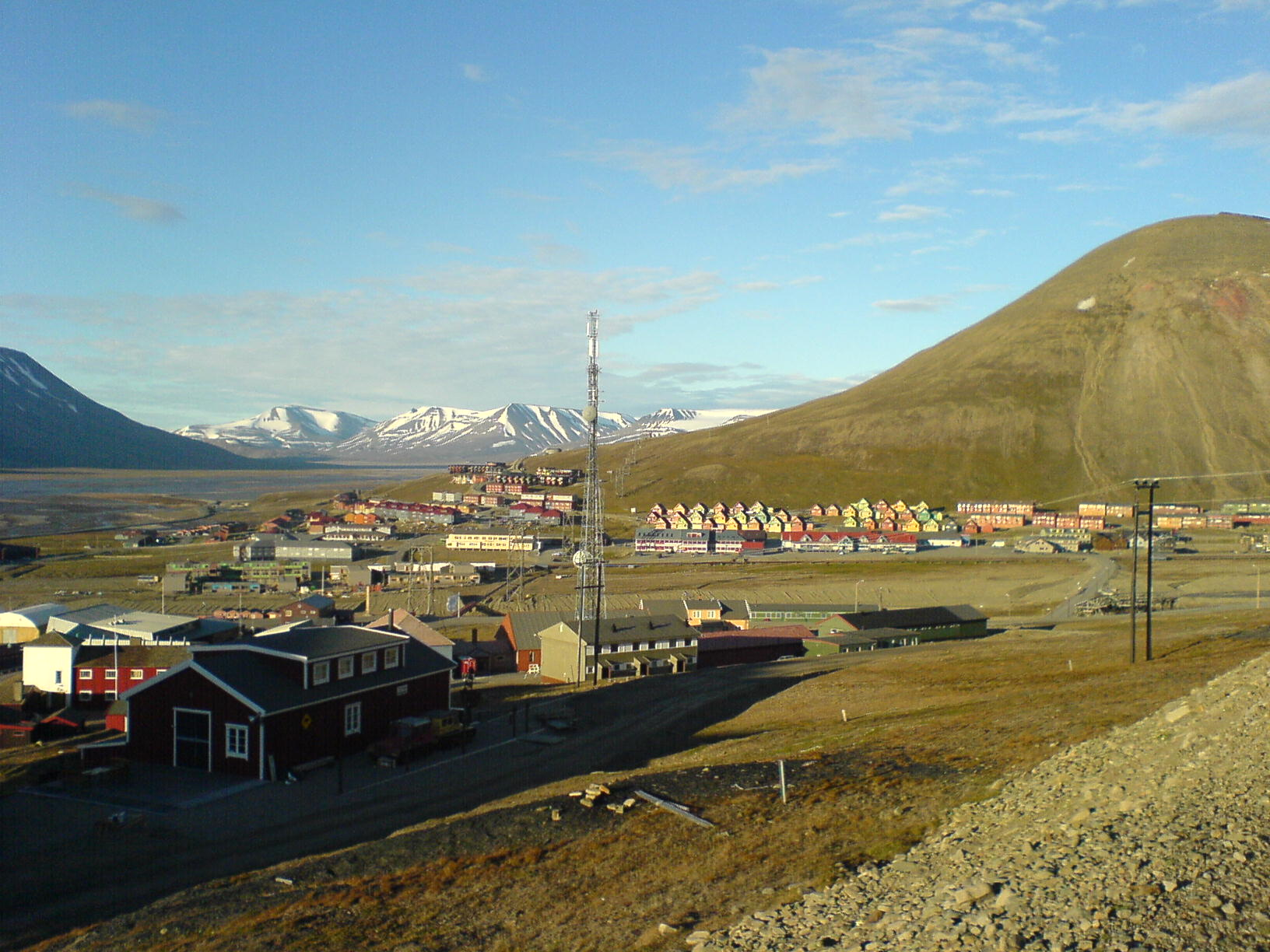
Panorama Longyearbyen
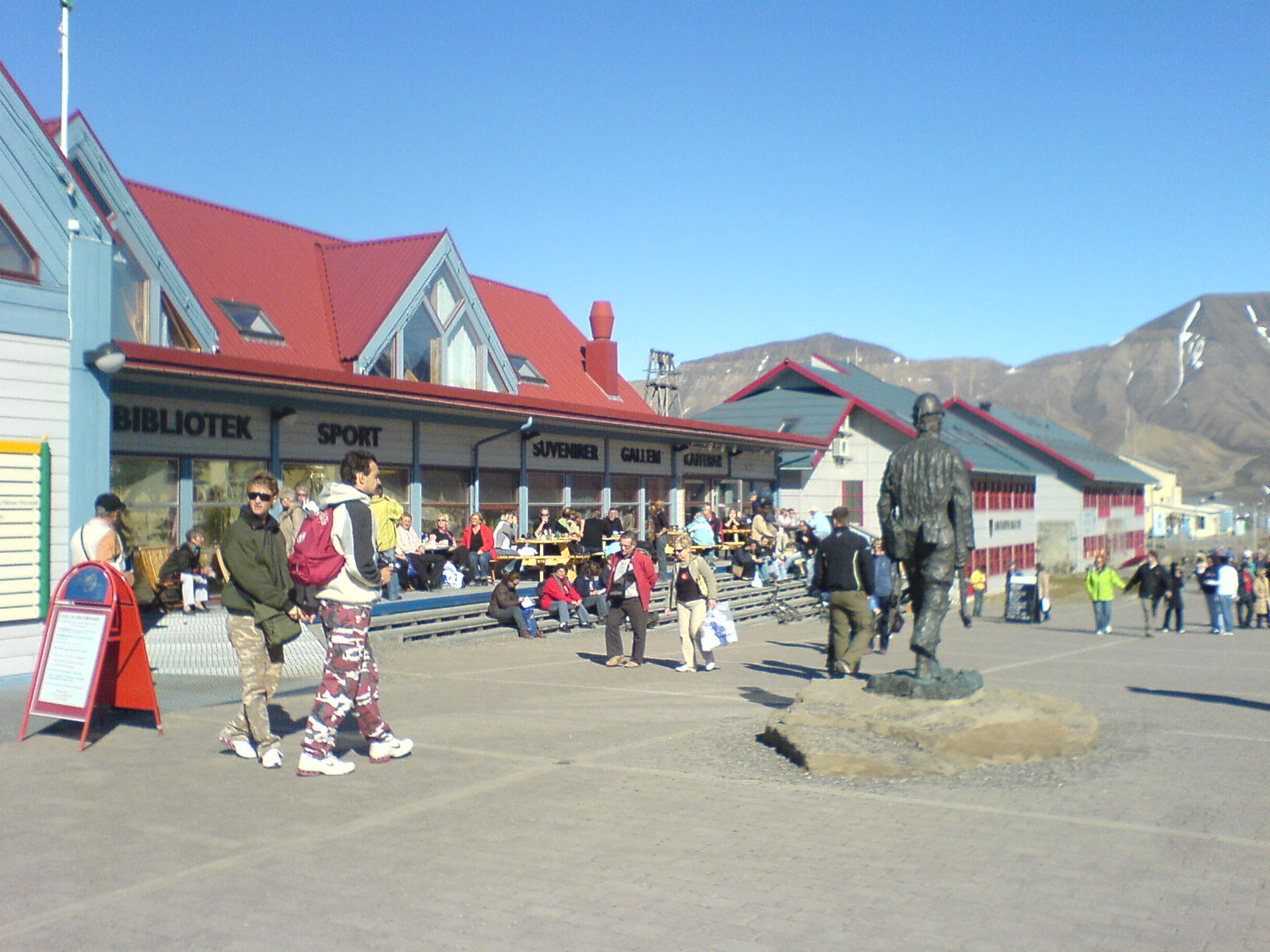
Główny deptak w Longyearbyen
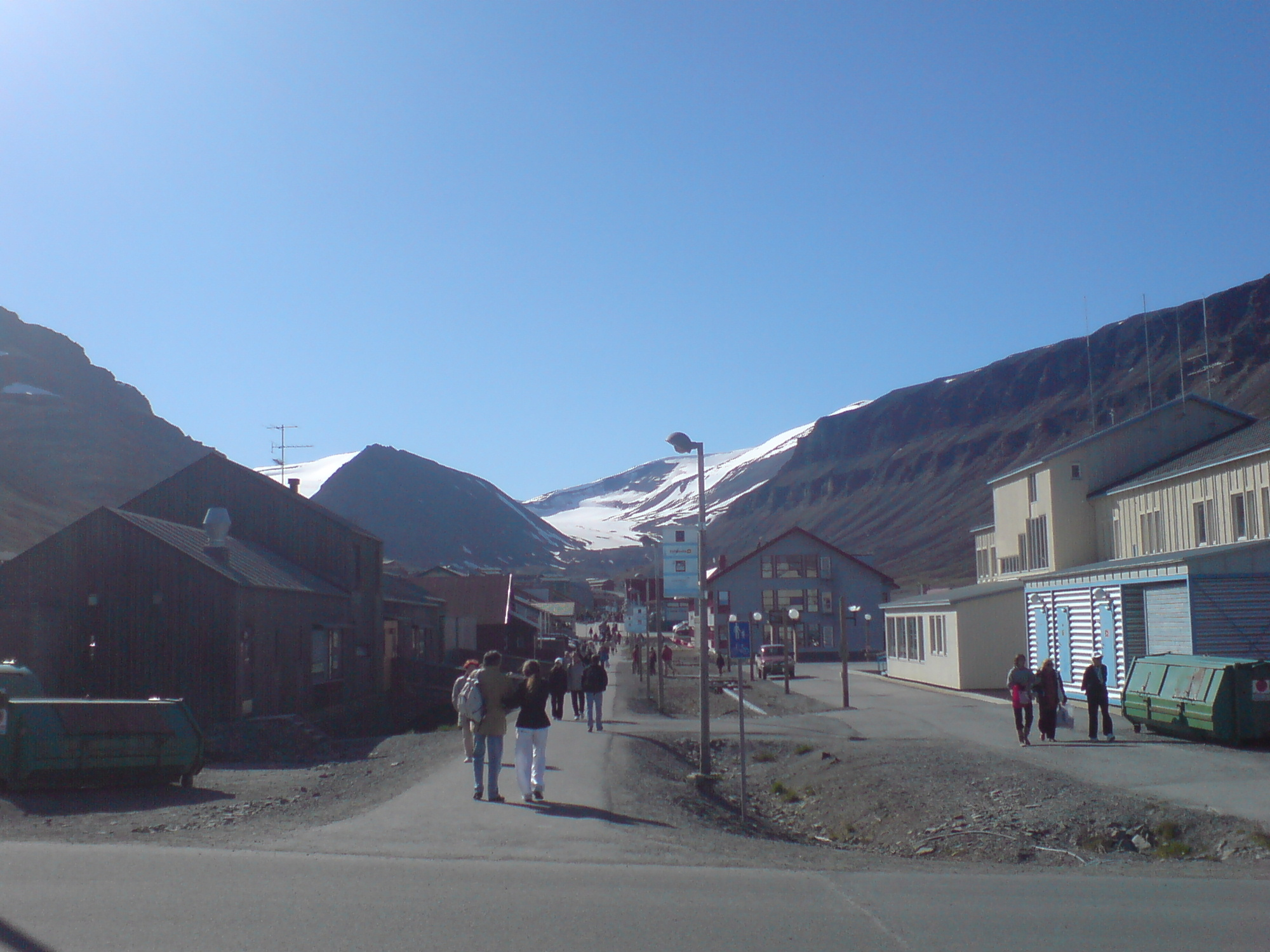
Główny deptak w Longyearbyen
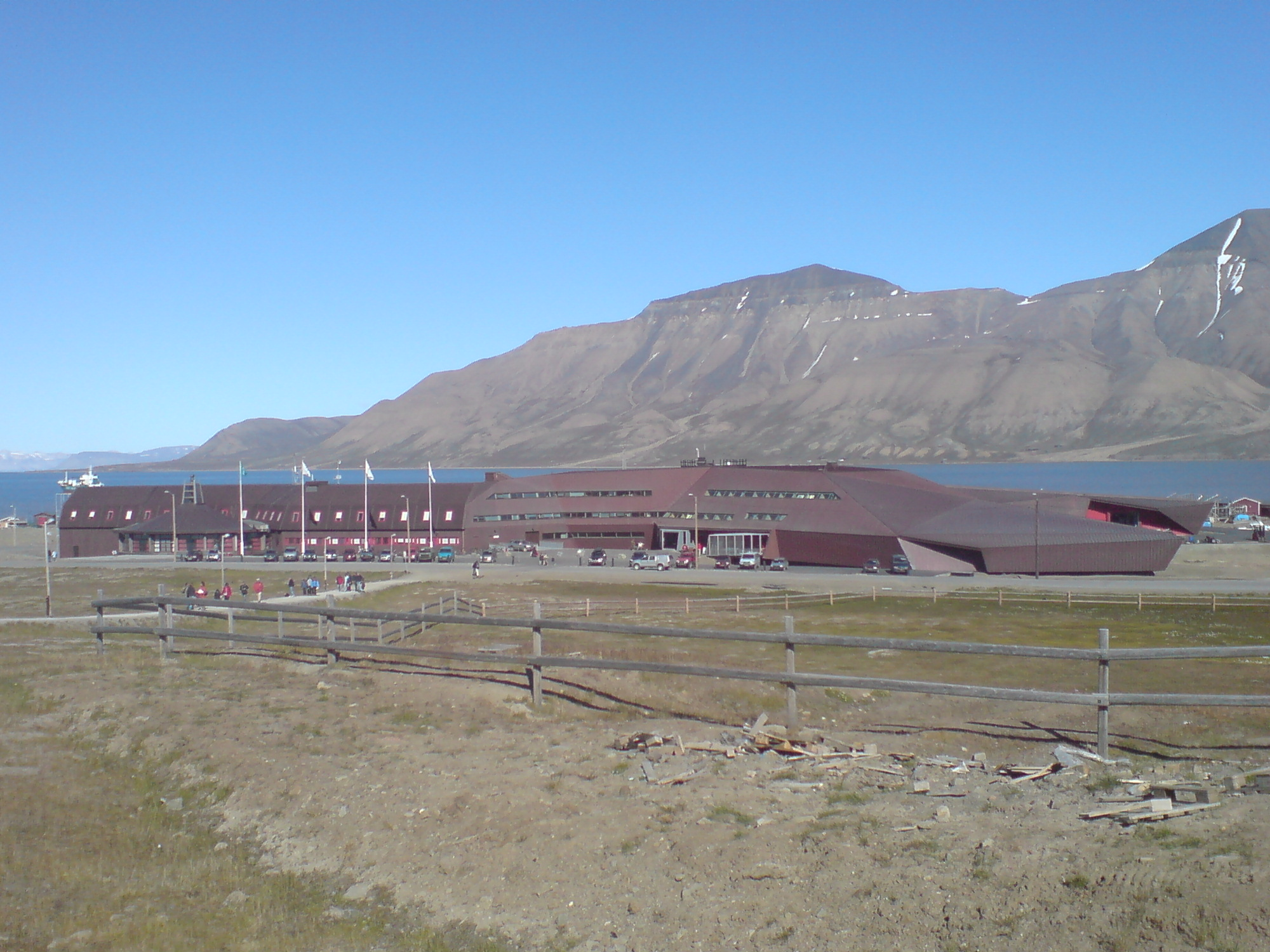
Budynek The University Centre in Svalbard (UNIS) w Longyearbyen
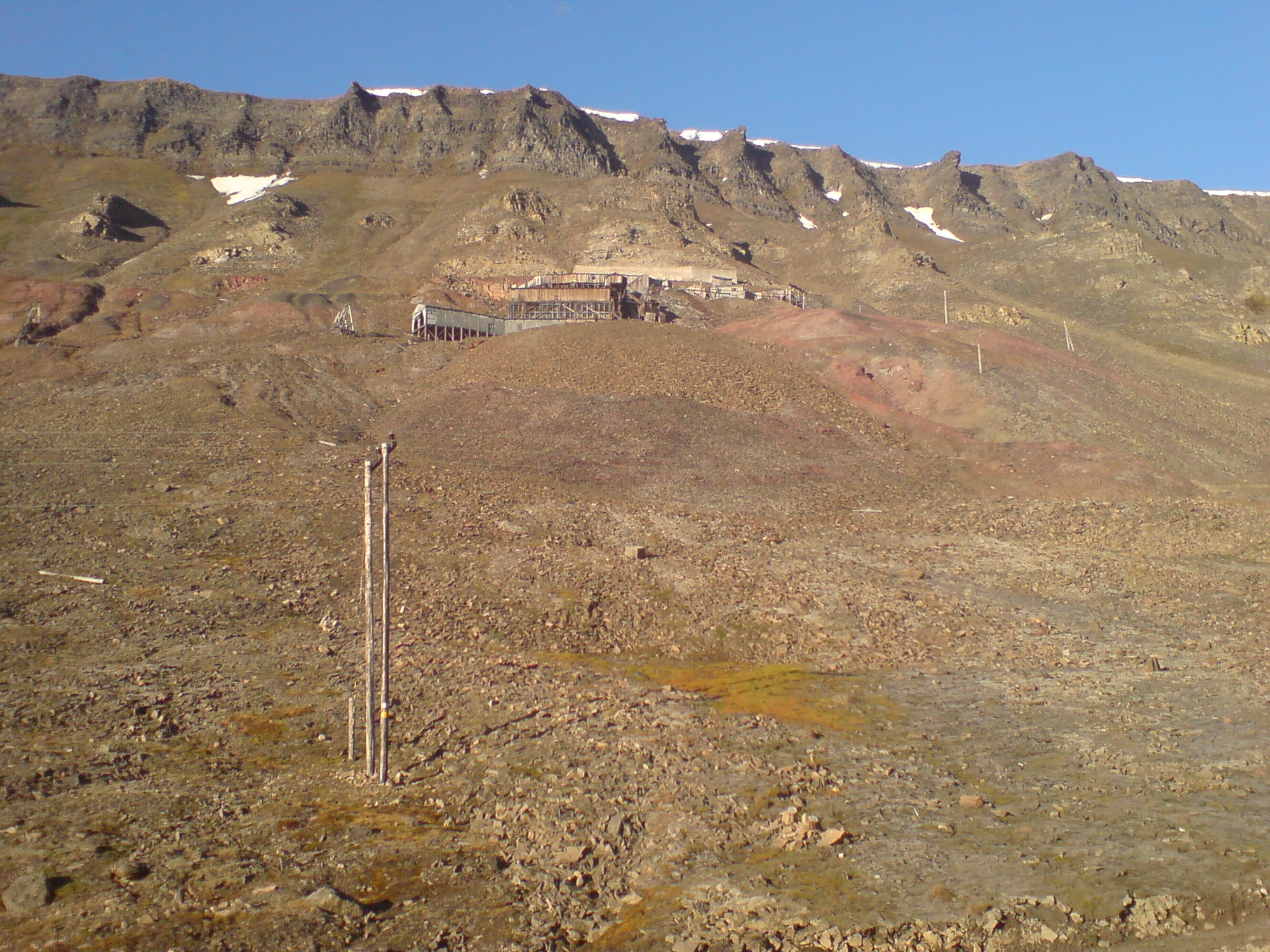
Nieczynna kopalnia węgla w Longyearbyen
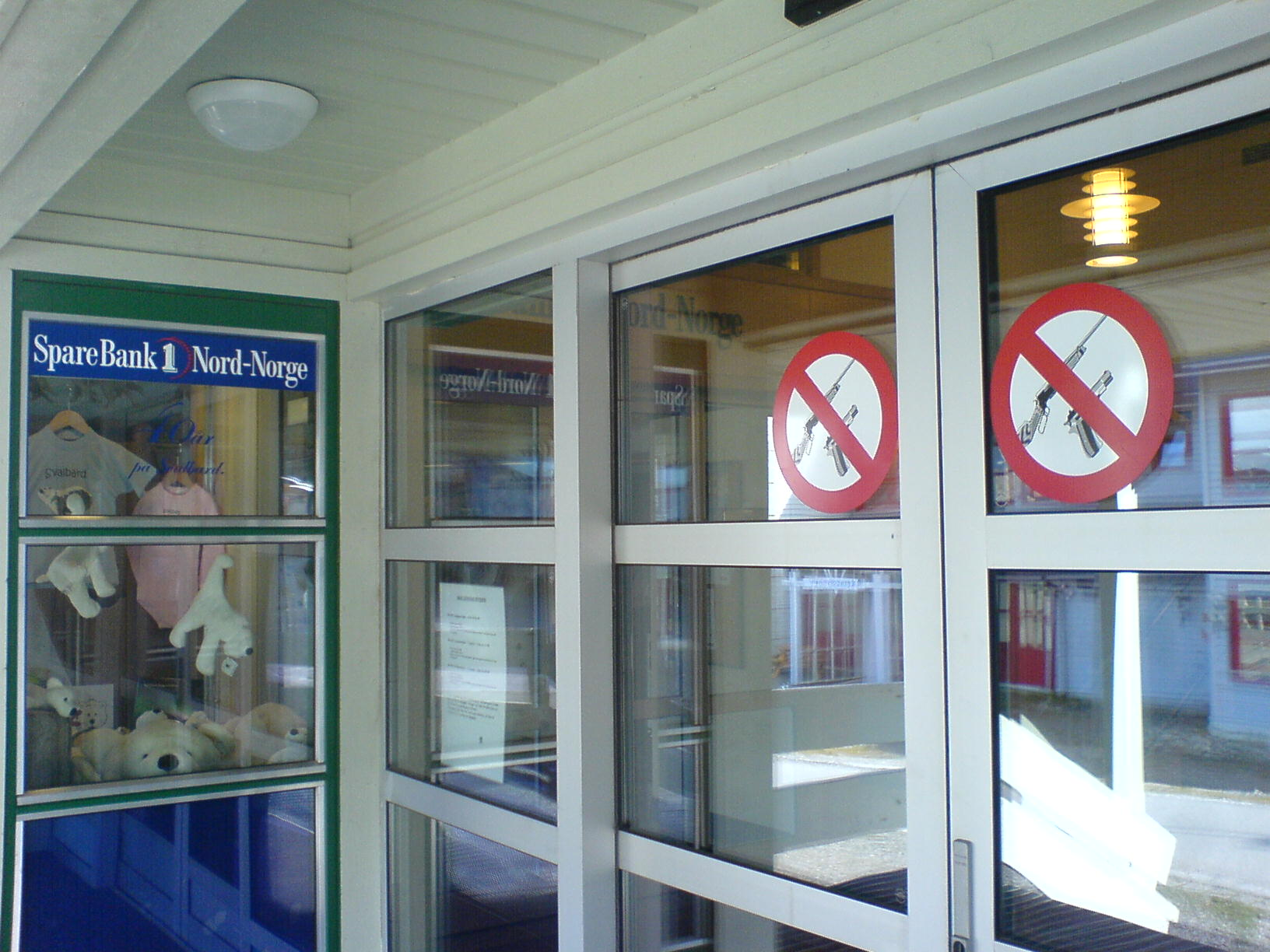
Bank w Longyearbyen jest jednym z niewielu budynków, gdzie nie wolno wchodzić z bronią
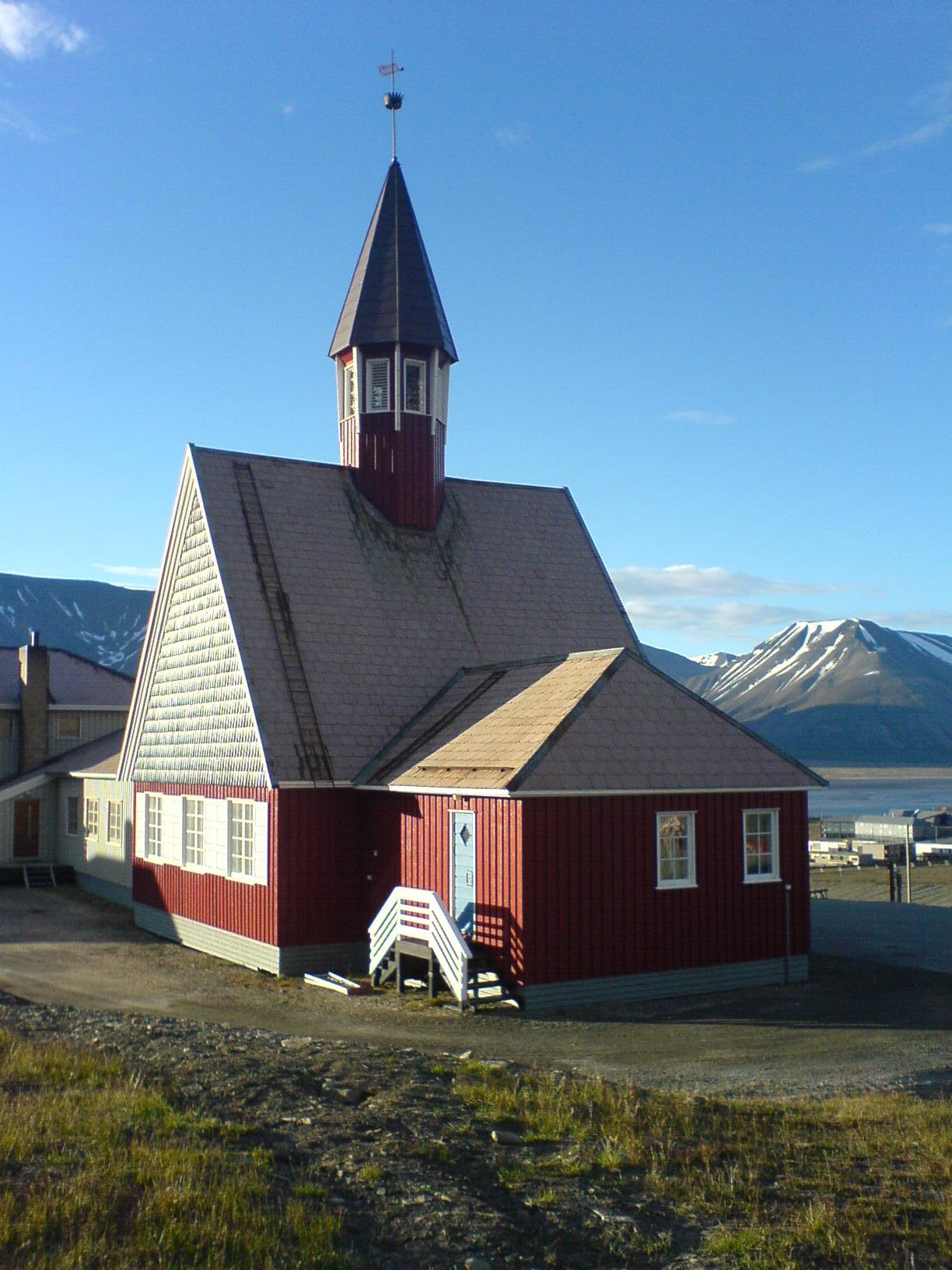
Kościół w Longyearbyen
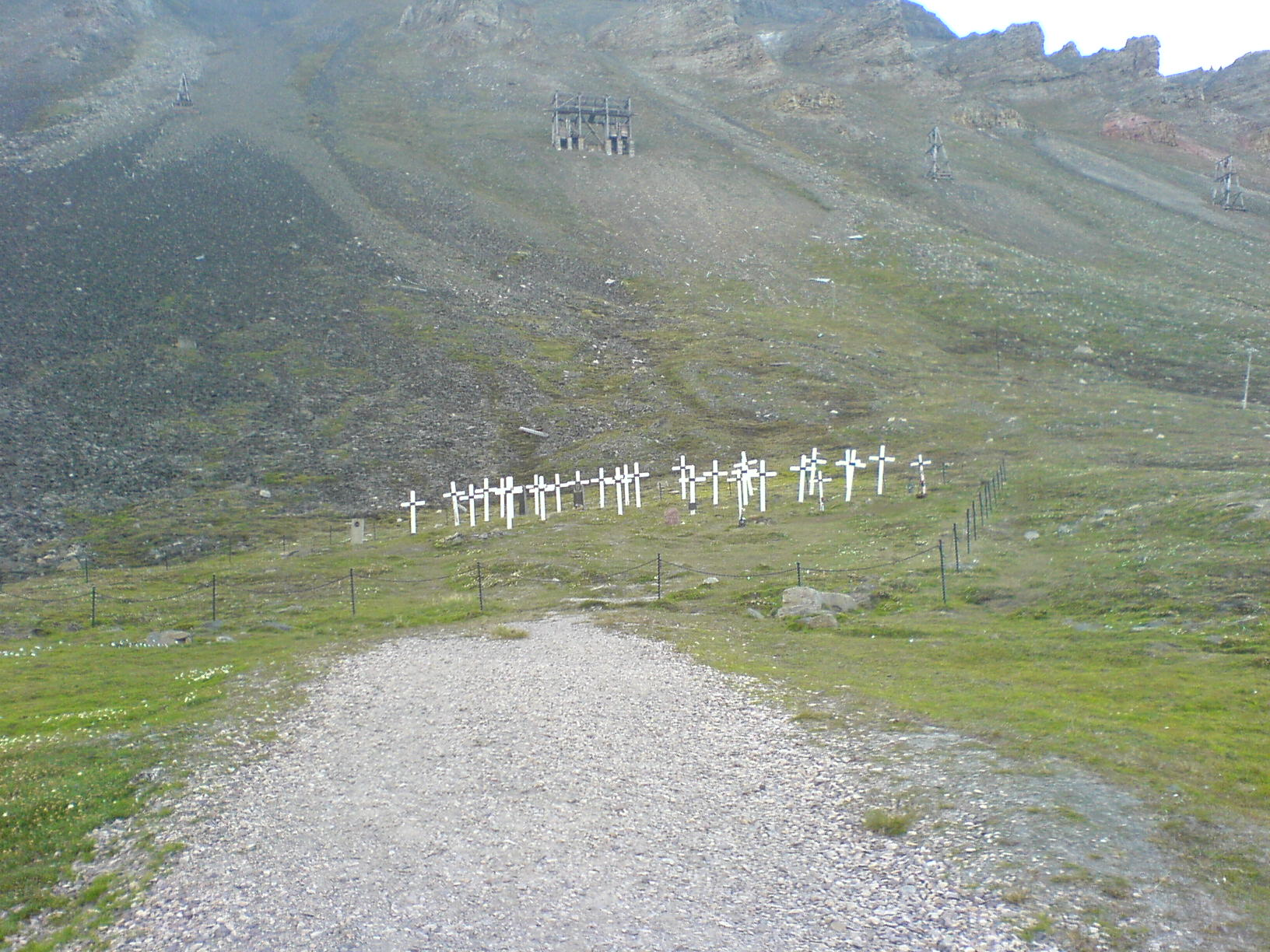
Cmentarz w Longyearbyen
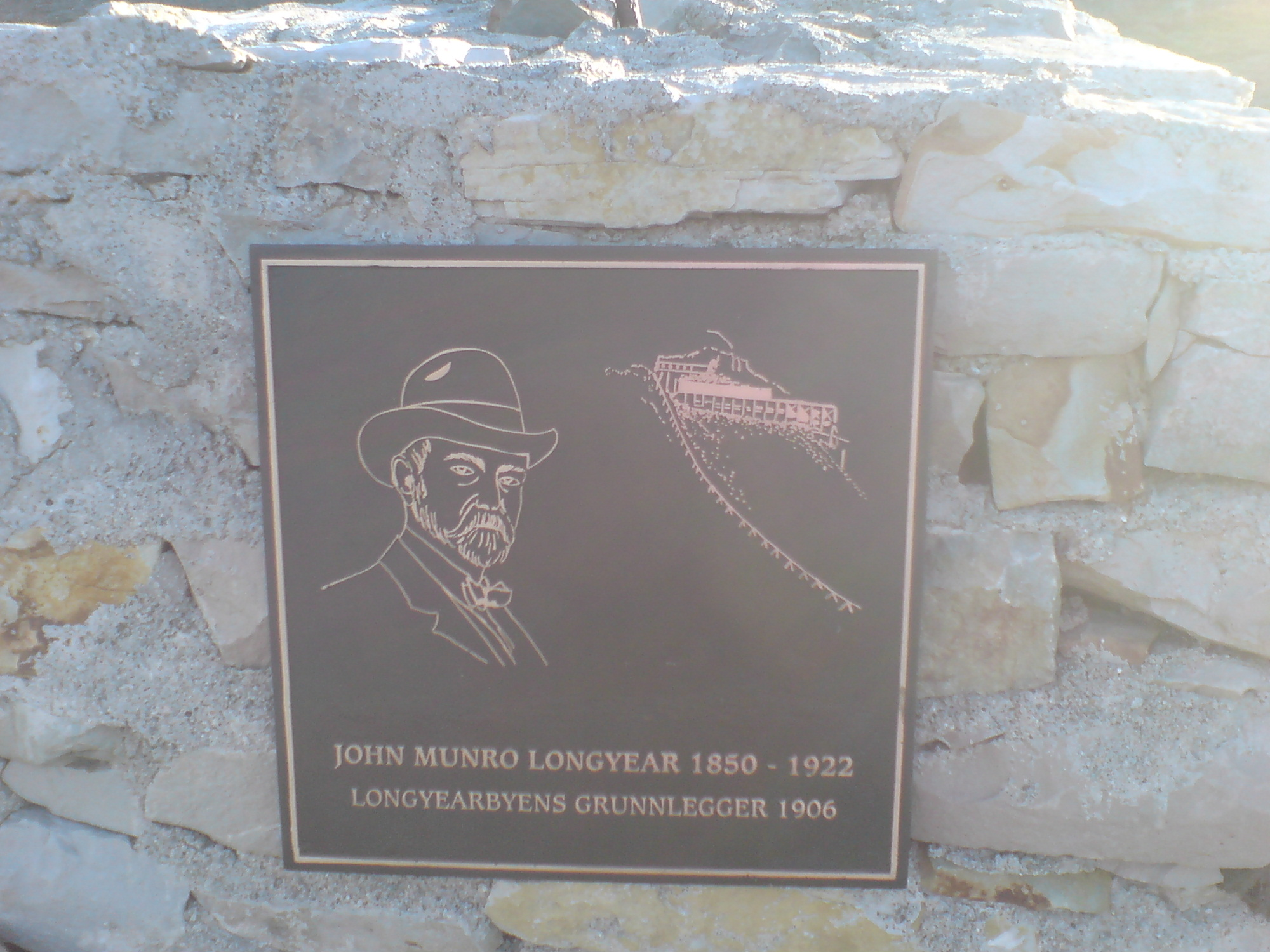
Tablica upamiętniająca Johna M. Longyeara, założyciela Longyearbyen
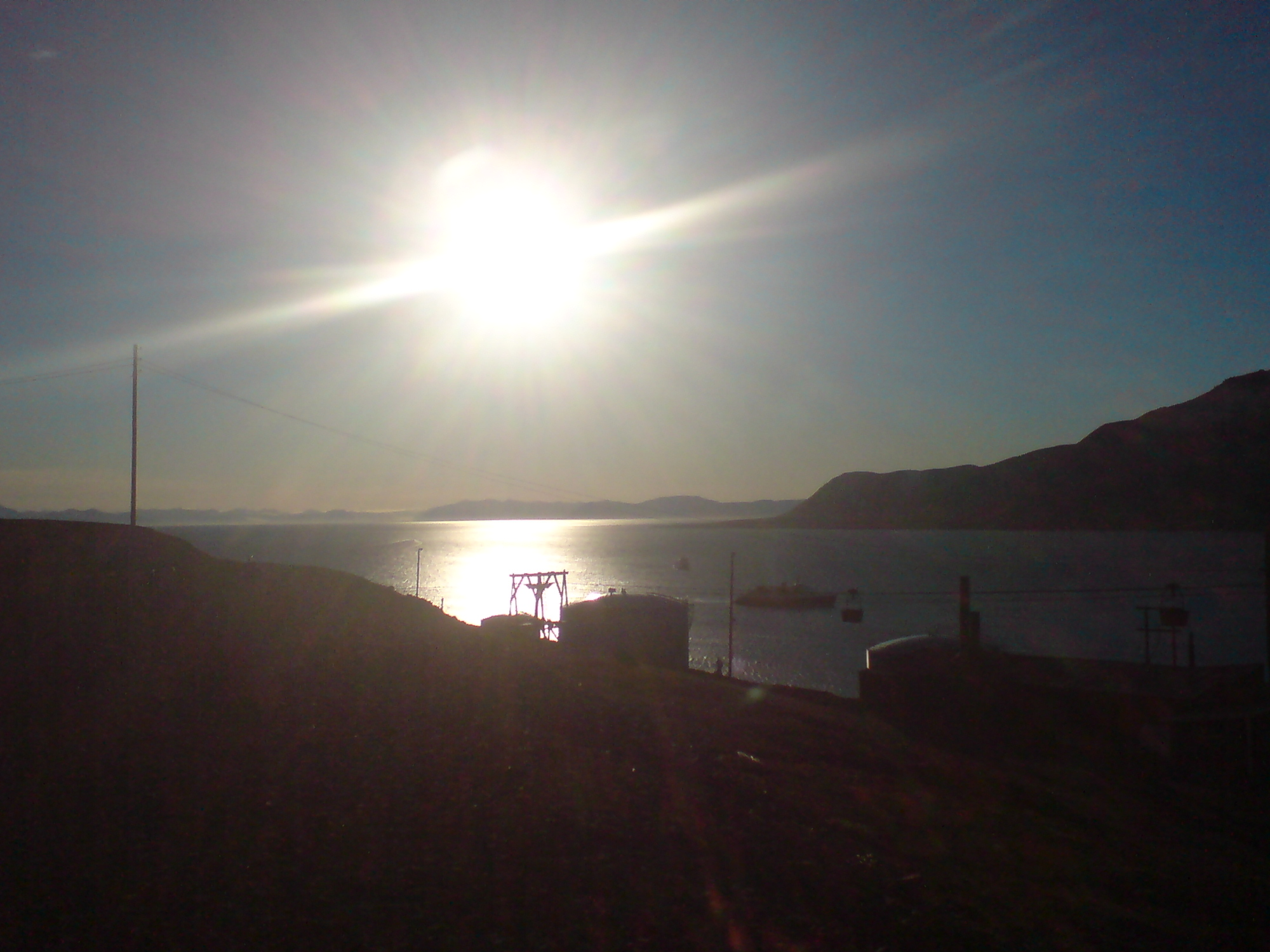
Słońce o północy nad Longyearbyen